# Okowizna
Okowizna (niem. Numeiten) – osada mazurska w Polsce położona w województwie warmińsko-mazurskim, w powiecie węgorzewskim, w gminie Pozezdrze.
W latach 1975–1998 miejscowość administracyjnie należała do województwa suwalskiego.
W osadzie znajduje się dawny majątek ziemski oraz pałac wybudowany w 1918 r.